# Bayer-féle jelölés
A legtöbb fényes csillag Bayer-féle jelöléssel is rendelkezik. Ezt a jelölésmódot Johann Bayer vezette be az Uranometria nevű csillagatlaszában 1603-ban. A jelölés egy görög kisbetűből és annak a csillagképnévnek a latin nyelvű birtokos alakjából áll, melyben a csillag található. A szabály szerint a legfényesebb csillagnak kell az α, a következőnek a β jelölést kapnia, és így tovább. A gyakorlatban előfordul, hogy a jelölés eltér ettől (általában közel azonos fényességű csillagok esetén), vagy a csillagkép neve – az új csillagképhatárok miatt – nem a mai felosztásnak felel meg. Két csillagnak kétféle jelölése is van: β Tau = γ Aur és α Peg = δ Peg. Ezen problémák ellenére a jelölésmód hasznosnak bizonyult, és széles körben elterjedt.
Két szokásos mód van a Bayer-féle jelölés írásmódjára. A jelölést teljesen ki lehet írni, például: Alfa Canis Majoris vagy Béta Persei, vagy a görög kisbetűt a csillagkép hárombetűs rövidítésével használjuk, például α CMa vagy β Per.
Jóllehet a leggyakrabb Bayer-féle betűk a görögök, megemlíthető, hogy a rendszert kibővítették, először kis latin betűkkel, majd nagy latin betűkkel. Legtöbb esetben ezt ma már ritkán használják, mégis van néhány kivétel, mint a h Persei (mely valójában csillaghalmaz) és a P Cygni. Megjegyezzük, hogy a Bayer-féle jelölésmód soha nem ment túl a Q-n, és az olyan jelölések, mint a W Virginis változócsillagok jelölései, nem Bayer-féle jelölések.
A Bayer-jelölés további komplikálása a számozott felső indexek használata, amivel megkülönböztetjük a Bayer által azonos betűvel jelölt csillagokat. Ezek szabad szemmel nézve egymáshoz közeli csillagok: egyik érdekes eset a π1, π2, π3, π4, π5 és π6 által alkotott Orion csillaglánc (A Kaszás kaszája).